# Sitare Akbaş
Sitare Akbaş, all'anagrafe Makbule Sitare Akbaş (Istanbul, 6 ottobre 1988), è un'attrice turca, nota per aver interpretato il ruolo di Figen "Fifi" Yıldırım nella serie Love Is in the Air (Sen Çal Kapımı).

## Biografia
Sitare Akbaş è nata il 6 ottobre 1988 a Istanbul (Turchia), e oltre alla recitazione si occupa anche di teatro.

## Carriera
Sitare Akbaş si è laureata presso il dipartimento teatrale del conservatorio statale dell'Università di Istanbul. Nel 2004 ha fatto il suo primo passo nella sua carriera con il personaggio Ayşe nella serie televisiva Beşinci Boyut, trasmesso su Samanyolu TV. Il suo vero riconoscimento è iniziato con il personaggio Zeyno nella serie Akasya Durağı. Nel 2009 ha fatto il suo primo passo nel mondo del cinema con il personaggio di Delal nel film İncir Çekirdeği diretto da Selda Cicek.
Nel 2007 ha recitato nella serie Vazgeç Gönlüm. Sempre nello stesso anno ha interpretato il ruolo di Esma nella serie Hakkını Helal Et. Nel 2011 ha interpretato il ruolo di Özge nella serie Fatmagül'ün Suçu Ne?. L'anno successivo, nel 2012, ha interpretato il ruolo di Yasemin nella serie Dila Hanım. Nello stesso anno ha interpretato il ruolo di Eda nel film Ferahfeza diretto da Elif Refig.
Nel 2014 ha interpretato il ruolo di Kevser nella serie Urfalıyam Ezelden, il ruolo di İlayda nel film Bensiz e nel film Hayat Tarzı con il ruolo di Dilara. Nello stesso anno ha interpretato il ruolo di Asiye nella serie Emanet. Sempre nel 2014 ha ricoperto il ruolo di Dilara nel cortometraggio Hayat Tarzı diretto da Gozde Onaran.
Nel 2015 ha interpretato il ruolo di Aysel nella serie Analar ve Anneler e il ruolo di Ada nel film Ada diretto da Mirjam Orthen. L'anno successivo, nel 2016, ha interpretato il ruolo di İffet nella serie İstanbul Sokakları. Nel 2017 ha ricoperto il ruolo di Sibel nel cortometraggio Alone Tomorrow diretto da Bryce Wolfgang Joiner. Nello stesso anno ha preso parte al video musicale 8 - Hayde di Doga Icin Cal diretto da Firat Cavas. Nel 2020 ha interpretato il ruolo di Nisan nel film Ben Bir Denizim diretto da Umut Evirgen.
Nel 2020 e nel 2021 è tornata sugli schermi televisivi con il ruolo Figen "Fifi" Yıldırım nella serie Love Is in the Air (Sen Çal Kapımı). Nel 2021 ha interpretato il ruolo di Dilber nella serie Ramo. Nello stesso anno ha recitato nei cortometraggi Pasaj diretto da Burak Orhun Baser (nel ruolo di Elif) e in Tunnel diretto da Akin Gungor. Nel 2021 e nel 2022 ha interpretato il ruolo di Sare nella serie Kırmızı Oda. Nel 2023 ha recitato nel film Tek Yürek Imalat-i Harbiye diretto da Serdar Çetinkaya.

## Filmografia

### Cinema
- İncir Çekirdeği, regia di Selda Cicek (2009)
- Ferahfeza, regia di Elif Refig (2012)
- Bensiz, regia di Ahmet Küçükkayali (2014)
- Ada, regia di Mirjam Orthen (2015)
- Ben Bir Denizim, regia di Umut Evirgen (2020)
- Tek Yürek Imalat-i Harbiye, regia di Serdar Çetinkaya (2023)

### Televisione
- Beşinci Boyut – serie TV (2004)
- Vazgeç Gönlüm – serie TV (2007)
- Hakkını Helal Et – serie TV (2007)
- Akasya Durağı – serie TV, 134 episodi (2008-2011)
- Fatmagül'ün Suçu Ne? – serie TV, 7 episodi (2011)
- Dila Hanım – serie TV, 62 episodi (2012)
- Urfalıyam Ezelden – serie TV, 11 episodi (2014)
- Emanet – serie TV, 13 episodi (2014)
- Analar ve Anneler – serie TV, 9 episodi (2015)
- İstanbul Sokakları – serie TV, 9 episodi (2016)
- Love Is in the Air (Sen Çal Kapımı) – serie TV, 28 episodi (2020-2021)
- Ramo – serie TV, 10 episodi (2021)
- Kırmızı Oda – serie TV, 3 episodi (2021-2022)

### Cortometraggi
- Hayat Tarzı, regia di Gozde Onaran (2014)
- Alone Tomorrow, regia di Bryce Wolfgang Joiner (2017)
- Pasaj, regia di Burak Orhun Baser (2021)
- Tunnel, regia di Akin Gungor (2021)

### Video musicali
- 8 - Hayde di Doga Icin Cal, regia di Firat Cavas (2017)

## Teatro
- Annem Yokken Çok Güleriz (2011)
- Cadı Avı (2017)

## Doppiatrici italiane
Nelle versioni in italiano dei suoi film e delle sue serie TV, Sitare Akbaş è stata doppiata da:
- Giulia Tarquini[25] in Love Is in the Air[26]

## Riconoscimenti
- Adana Altın Koza Film Festivali
  - 2020: Vincitrice come Miglior attrice per la serie Ben Bir Denizim

- Actress Universe Film Festivali
  - 2022: Vincitrice come Miglior attrice per il cortometraggio Tünel